# Lynch (Kentucky)
Pour les articles homonymes, voir Lynch.
Lynch est une ville américaine située dans le comté de Harlan, dans le Kentucky. Selon le recensement de 2010, Lynch compte 747 habitants.

## Source
- (en) Cet article est partiellement ou en totalité issu de l’article de Wikipédia en anglais intitulé « Lynch, Kentucky » (voir la liste des auteurs).

1. ↑  (en) Bureau du recensement des États-Unis, « Population, Housing Units, Area, and Density: 2010 - State -- Place and (in selected states) County Subdivision 2010 Census Summary File 1 », sur factfinder.census.gov (consulté le 3 mai 2017).